# کمیته ام آ یو دی
کمیته ام آ یو دی (به انگلیسی: MAUD Committee)، یک گروه کاری علمی بریتانیایی بود که در طول جنگ جهانی دوم تشکیل شد. برای انجام تحقیقات لازم برای تعیین اینکه آیا جنگ‌افزار هسته‌ای امکان‌پذیر بود یا خیر، تأسیس شد. نام MAUD از خطی عجیب در تلگرامی از فیزیکدان دانمارکی نیلز بور که به خانه دارش، مود ری اشاره دارد، آمده است.
کمیته MAUD در پاسخ به یادداشت فریش–پیرلز، که در مارس ۱۹۴۰ توسط رودولف پیرلز و اوتو رابرت فریش، دو فیزیکدان پناهنده از آلمان نازی که در دانشگاه بیرمنگام اول کار می‌کردند، نوشته شد. این یادداشت استدلال می‌کرد که یک کره کوچک از اورانیوم-۲۳۵ خالص می‌تواند قدرت انفجار هزاران تن تی‌ان‌تی را داشته باشد.
رئیس کمیته MAUD جرج پاجت تامسون بود. تحقیقات بین چهار دانشگاه مختلف تقسیم شد: دانشگاه بیرمنگام، دانشگاه لیورپول، دانشگاه کمبریج و دانشگاه آکسفورد که هر کدام یک مدیر برنامه جداگانه داشتند. ابزارهای مختلف غنی‌سازی اورانیوم، مانند طراحی رآکتور هسته‌ای، خواص اورانیوم ۲۳۵، استفاده از عنصر فرضی آن زمان پلوتونیم و جنبه‌های نظری طراحی سلاح هسته‌ای مورد بررسی قرار گرفت.

## منشأ

### کشف شکافت هسته ای
نوترون توسط جیمز چدویک در آزمایشگاه کاوندیش در دانشگاه کمبریج در فوریه ۱۹۳۲ کشف شد. . دو ماه بعد، همکاران کاوندیش جان داگلاس کاکرافت و ارنست والتون اتم‌های لیتیوم را با پروتونهای شتاب‌دار تقسیم کردند. در دسامبر ۱۹۳۸، اتو هان و فریتس اشتراسمان در آزمایشگاه هان در دالم (برلین) اورانیوم را با نوترون‌های آهسته بمباران کردند، و متوجه شدند که باریم بوده است. تولید شد. هان به همکارش لیزه مایتنر نوشت که به همراه برادرزاده اش اوتو رابرت فریش ثابت کرد که اورانیوم هسته اتم شکافته شده است. آنها یافته‌های خود را در «نیچر» در سال ۱۹۳۹ منتشر کردند. این پدیده نوع جدیدی از فروپاشی هسته ای بود، و قوی تر از هر چیزی که قبلاً دیده شده بود. فریش و مایتنر محاسبه کردند که انرژی آزاد شده توسط هر فروپاشی تقریباً ۲۰۰ مگاالکترون‌ولت [MeV] (۳۲ پیکوژول) است. بر اساس قیاس با شکافت (زیست‌شناسی) نام فرایند را «شکافت هسته‌ای گذاشتند».